# Франсуа Ашиль Базен
Франсуа Ашиль Базен (фр. François Achille Bazaine; 13 лютого 1811, Версаль, Перша Французька імперія — 23 вересня 1888, Мадрид, Іспанія) — французький воєначальник, маршал Франції (1864). Командував французькими військами під час інтервенції в Мексику (1862—1867). Під час французько-прусської війни — головнокомандувач французької армії, капітулював під час облоги Меца.

## Рання біографія
Народився в сім'ї генерала наполеонівської армії П'єра-Домініка Базена. У 1830 році закінчив Французьку політехнічну школу, після чого вступив на військову службу. Із 1831 року — капрал 37-го лінійного піхотного полку, із 1832 року — сержант. Бав участь у Карлістських війнах в Іспанії та у французькому завоюванні Алжиру. У 1835 році за військову доблесть, проявлену в боях з алжирцями був нагороджений орденом Почесного легіону. Із 1848 року — підполковник. Із 1851 року — полковник, командир 1-го полку Французького іноземного легіону.

## Кримська війна та Італійська кампанія
На початку Кримської війни — табірний маршал, командував частинами Французького іноземного легіону в Криму. Під час останнього штурму Севастополя командував лівим флангом французької армії. Після взяття Севастополя у вересні 1855 року був призначений військовим комендантом міста. Із 22 вересня 1855 року — дивізійний генерал. У жовтні 1855 року керував десантом союзників у Кінбурні.
Під час австро-італо-французької війни 1859 року — 3-ї піхотної дивізії 1-го армійського корпусу французької армії, учасник битви при Сольферіно (під час битви був поранений у стегно). Після завершення війни служив генеральним інспектором піхоти. Був нагороджений памятною медаллю Італійської кампанії.

## Мексиканська експедиція
У 1862 році Франція здійснила військову інтервенцію до Мексики і створила там Мексиканську імперію. Базен із 1 липня 1862 року командував 1-ю піхотною дивізією французького експедиційного корпусу в Мексиці, відзначився в боях з мексиканськими республіканцями за місто Пуебло. Із 1863 року — головнокомандувач французького експедиційного корпусу. 2 липня 1863 року став великим офіцером ордену Почесного легіону. На чолі французьких військ Базен вів запеклу боротьбу з мексиканськими партизанами, але разом з цим конфліктував з мексиканським імператором Максиміліаном. За бої в Мексиці імператор Наполеон III 5 вересня 1864 року присвоїв Базену звання маршала і зробив його сенатором. У 1867 році під тиском США Франція вивела свої війська з Мексики. Після повернення до Франції Базен очолив 3-й армійський корпус, а потім став командиром імператорської гвардії.

## Французько-прусська війна
На початку французько-прусської війни — командир 3-го армійського корпусу Рейнської армії. 12 серпня 1870 року імператор Наполеон III призначив Базена головнокомандувачем французької армії. Після поразки під Марс-ла-Туром 16 серпня відвів свою армію до фортеці Мец, де зайняв оборону. Через пасивність і безініціативність Базена французька Рейнська армія зазнала поразки у битві при Гравілоті і Сен-Прива. Наприкінці серпня армія Базена була повністю блокована німцями у фортеці Мец. Базен відмовився прориватися з оточення і вирішив чекати підмоги від Шалонської армії маршала Мак-Магона.
Після капітуляції французької армії в Седані та революції 4 вересня 1870 року в Парижі Базен відмовився визнавати республіку і зберіг вірність Наполеону III. Заради придушення республіки Базен почав переговори про капітуляцію Меца, прагнучи за підтримки німців захопити владу в країні. 27 жовтня 1870 року за наказом Базена французька армія в Меці капітулювала і 173 тисячі французьких вояків потрапили до німецького полону. Після капітуляції до самого кінця війни Базен перебував у німецькому полоні.

## Суд і втеча з ув'язнення
У 1873 році Базен був заарештований республіканською владою Франції і звинувачений в державній зраді через здачу Меца. Військовий трибунал засудив Базена до смертної кари, але президент Мак-Магон, який був соратником Базена під час французько-прусської війни, замінив смертну кару на 20 років ув'язнення. У 1874 році Базен втік з тюрми до Іспанії, де й помер у 1888 році.

## Нагороди
- Орден Почесного легіону (Франція)
- Орден Лазні (Британська імперія)
- Савойський військовий орден (Італія)
- Орден Леопольда (Бельгія)